# Juan Álvarez de Toledo Portugal
Juan Álvarez de Toledo Portugal o Juan Andrés Álvarez de Toledo Portugal fue el efímero VI conde de Oropesa, III marqués de Frechilla y Villarramiel, II marqués de Jarandilla, V conde de Deleytosa. Falleció en 1621. 

## Biografía
Juan Álvarez de Toledo fue el primogénito del matrimonio celebrado entre el V conde de Oropesa, Fernando Álvarez de Toledo Portugal, el Santo, (1597-1621), V conde de Oropesa, II marqués de Frechilla y Villarramiel, I marqués de Jarandilla, IV conde de Deleytosa y de su esposa, doña  Mencía Pimentel de Zúñiga o Mencía de Mendoza y Pimentel, su prima séptima, hija de Juan Alonso Pimentel Herrera y Enríquez de Velasco, V duque de Benavente, VIII conde de Mayorga, III conde de Villalón. 
El padre de Juan falleció el 21 de marzo de 1621, a la temprana edad de veinticinco años por lo que el niño, de un año de edad, pasó a ser el VI conde de Oropesa. Sólo sobrevivió tres meses a su padre ya que falleció en junio de 1621.
Juan tenía, además, una hermana, María Engracia Álvarez de Toledo y un hermano menor, Duarte Fernando Álvarez de Toledo Portugal, nacido el 23 de febrero de 1621, un mes antes de fallecer su padre. Fue Duarte quien lo heredó en los títulos nobiliarios como VII conde de Oropesa, IV marqués de Frechilla y Villarramiel, III marqués de Jarandilla, VI conde de Deleytosa, presidente del Tribunal de Justicia de Valencia y virrey de Navarra, de Valencia y de Cerdeña durante el reinado de Felipe IV de España.